# 28734 Austinmccoy
28734 Austinmccoy è un asteroide della fascia principale. Scoperto nel 2000, presenta un'orbita caratterizzata da un semiasse maggiore pari a 2,2901622 UA e da un'eccentricità di 0,0985006, inclinata di 7,39882° rispetto all'eclittica.